# عضية خلوية
العُضَيّة أو العُضَيات الخَلويّة أو العُضات الغِشائية (بالإنجليزية: organelle)‏ هي الأجزاء أو الأجسام الحية الموجودة في سيتوبلازم الخلية حقيقية النواة بشكل عام تشمل كل من الشبكة البلازمية الداخلية وجهاز جولجي، المايتوكندريا، البلاستيدات، الجسيمات الحالة، هيكل الخلية، الجسيم الحركي والفجوات. لا يمكن رؤيتها إلا بالمجهر الإلكتروني. لكل عضية وظيفة تقوم بها وشكل يناسب تلك الوظيفة وتختلف أيضاً بالتركيب. توجد العضيات فقط في الخلايا حقيقة النوى ولا توجد في الخلايا بدائية النوى. تختلف توزيع أنواع العضيات في الخلية النباتية عن الخلية الحيوانية وكذلك قد تختلف الوظيفة فمثلاً الخلية الحيوانية تفقد للبلاستيدات، كذلك جهاز جولجي يختلف في وظيفته في الخلايا النباتية عن الحيوانية.

## العضيات

### الشبكة البلازمية الداخلية

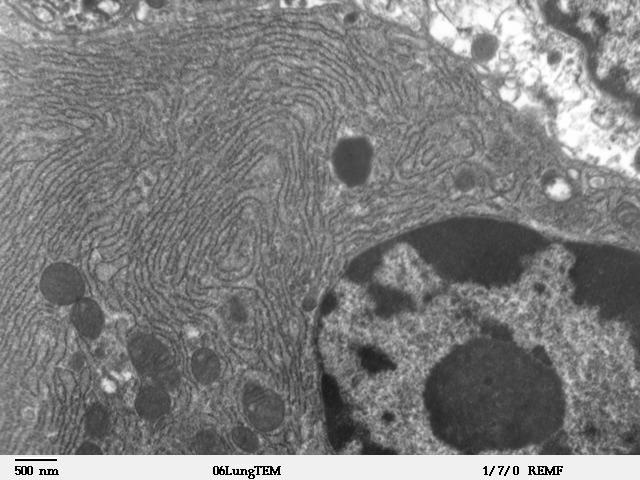
صورة مجهرية للشبكة البلازمية الداخلية تظهر فيها الميتوكوندريا على دوائر صغيرة مظلمة.

الشبكة البلازمية الداخلية أو الشبكة الهيولية الباطنة أو الداخلية أو الشبكة الإندوبلازمية نظام شبكي مترابط من نبيبات وحويصلات، ترتبط بالغشاء البلازمي في مواضع وبالنواة في مواضع أخرى تمثل موقعاً لصنع البروتينات والكاربوهيدرات والدهون وقد اكتسبت اسمها نتيجة لتفرعاتها وتشابكها، وظيفتها نقل المواد داخل الخلية وكشبكة هكلية للمادة السيتوبلازمية في الخلية. تتألف من شبكتين هما الشبكة البلازمية الداخلية الخشنة التي تمتاز بوجود الريبوسومات على سطوحها والشبكة البلازمية الداخلية الملساء التي تعد منطقة لصنع الدهون وإفراز الهرمونات السيترويدية وكذلك تعمل على إزالة التأثير السمي من بعض الأدوية المخدرة والسموم.

### جهاز جولجي

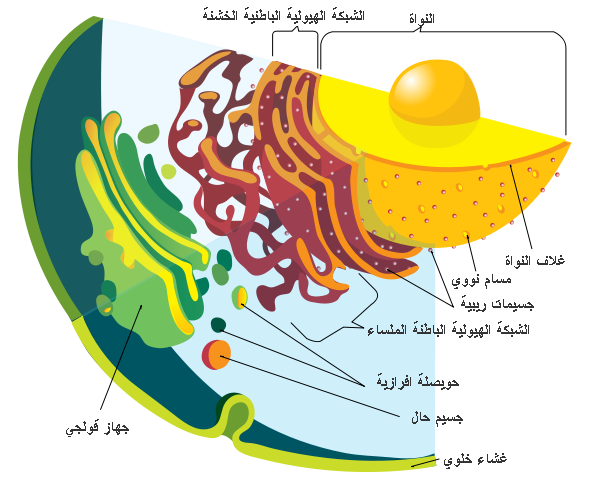
رسم توضيحي يضهر موقع جهاز كولجي.

جهاز جولجي أو شبكة جولجي أو جسيم جولجي جهاز إفرازي خلوي اكتشفه ووصفه العالم كاميلو جولجي أثناء دراسة الخلية العصبية في 1898 يمثل جهاز جولجي موقعاً خاصاً في السيتوبلازم بين النواة والغشاء البلازمي ومن الصعوبة تمييز حدوده بشكل دقيق ويختلف في الشكل والحجم، يتألف من ثلاث ردهات الأولى تسمى الصهاريج والثانية الحويصلات والثالثة تسمى الفجوات، وظيفته في الخلايا الحيوانية بناء وإفراز السكريات المعقدة وإفراز البروتين وكذلك بعض الهرمونات والإنزيمات. يسمى جهاز جولجي في النباتات الدكتيوسوم ووظيفته بناء السليولوز وكذلك بناء بعض مكونات جدار الخلية.

### المايتوكندريا

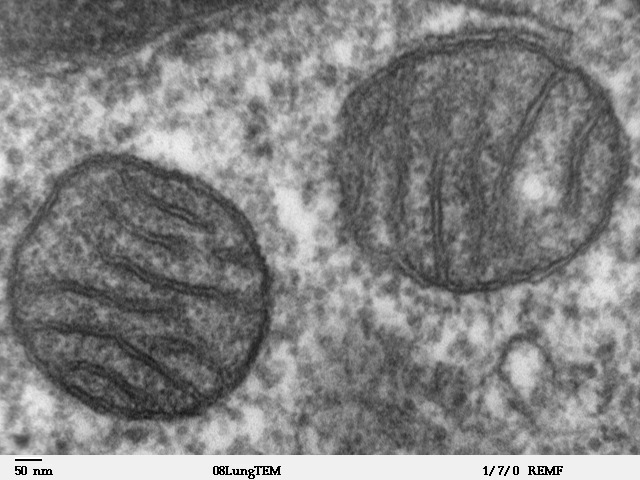
صورة بالمجهر الإلكتروني لمقطع عرضي لمتقدرتين في خلية من رئة حيوان من الثدييات.

الميتوكُندريا أو المُتَقَدِّرَات تراكيب كروية أو خيطية الشكل عرضها (0,5-1) مايكرومتر وطولها قد يصل إلى أكثر من 10 مايكرومتر يختلف توزيعها ضمن الخلايا المختلفة تتكون من غشاء مزدوج الطبقة الداخلية منه تكون الأعراف، وله أهمية في التنفس الخلوي وتحرير الطاقة بهيئة جزيئات ثلاثي فوسفات الأدينوسين وذلك لاحتوائه على الإنزيمات التنفسية.

### البلاستيدات

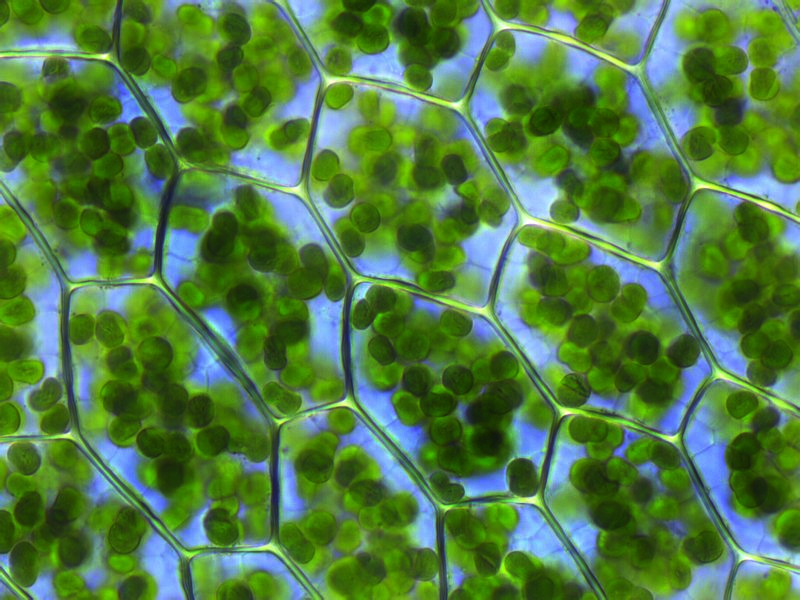
البلاستيدات الخضر.

البلاستيدات أو الصانعة تركيب خلوي يوجد في سيتوبلازم الخلايا النباتية فقط وبأشكال وأحجام وألوان مختلفة فمنها البيضوي والكأسي والحلزوني والنجمي وغير ذلك تكون على ثلاث أنوع البلاستيدات البلاستيدات الملونة وهي المسؤولة عن ألوان الأزهار والثمار في النباتات والبلاستيدات عديمة اللون التي تكون مركز لتحول سكر الجلوكوز إلى سكريات معقدة مثل النشا وبروتينات والبلاستيدات الخضر التي تساهم في عملية البناء الضوئي حيث توفر الصبغات التي تقتنص الطاقة الشمسية وإنزيمات تستطيع تكوين الكاربوهيدرات واختزال غاز ثنائي أكسيد الكربون.

### الجسيم الحال
الجسيم الحال أو اليَحْلُول أو المحلل  حويصلات محاطة بغشاء أحادي الطبقة، تحتوي على أعداد كبير من الإنزيمات المحللة (أكثر من 40 أنزيم) تكون مسؤولة عن عملية الهضم داخل الخلية وتوجد بشكل كبير في الخلايا التي تمتاز بقابلية البلعمة كخلايا الدم البيض، وظيفتها التخلص من بعض الدقائق الغذائية وقطع المايتوكندريا والأحياء المجهرية وغير ذلك من الشوائب في السيتوبلازم كما تعمل على تحطيم الخلية عند موت الكائن الحي وتؤدي دور من في التحول الشكلي والمحافظة على تدوير العناصر في الطبيعة، اكتشفها العالم البلجيكي كريستيان دي دوفي عام 1949.

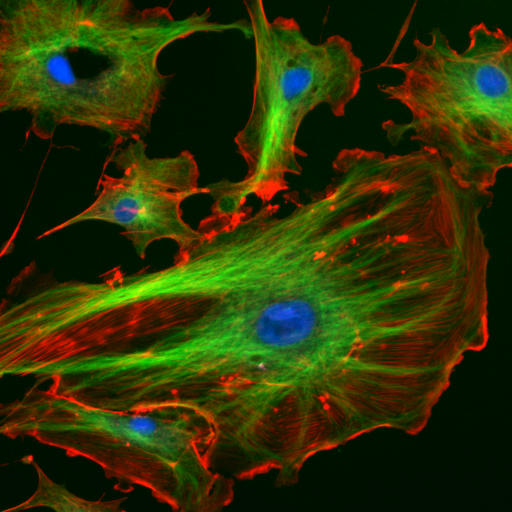
الهيكل الخلوي في حقيقيات النوى، خيوط الأكتين تظهر بالأحمر، النبيبات الدقيقة بالأخضر، والنواة بالأزرق.

### هيكل الخلية
هيكل الخلية جهاز مميز من الخيوط الدقيقة والنبيبات الدقيقة التي تكون مع بعضها البعض هيكل الخلية والذي يعطي دعامة للخلية ويحافظ على شكلها ويستعمل هذا الجهاز من قبل العديد من الخلايا كوسيلة حركة وانتقال للعضيات داخل الخلية يتكون من خيوط دقيقة تتمثل بخطوط الأكتين المكونة من بروتين الأكتين وخيوط الميوسين المتكونة من بروتين الميوسين وكلا النوعين مسؤول عن قدرة الخلية على التقلص والانبساط وتتكون من النبيبات الدقيقة التي تتمثل بتراكيب أنيبية مكونة من بروتين تيوبيولين ويلعب دوراً مهما في حركة الكروموسومات أثناء انقسام الخلية وتعد مهمة للهيكل الخلوي وانتقال المواد وكذلك هي أجزاء أساسية في تركيب الأهداب والأسواط.

### الجسيم الحركي
الجسيم الحركي أو الجسم القاعدي أو الحبيبة القاعدية أو منشأ السوط تركيب أسطواني الشكل يتخذ موقعاً عند قاعدة الهدب أو السوط في الخلايا التي تحتوي أهداباً أو أسواطاً للجسيم الحركي دور مهماً في حركة الأهداب والأسواط ويطلق عليه أيضاً بالجسيم القاعدي.

### الفجوات
الفجوة الغذائية أو الجسيم البلعمي أو اليبلوع عبارة عن أكياس غشائية تتكون متخصصة في بعض الطليعيات تتكون من نوعين أساسيين هما الفجوات المتقلصة والتي تعمل على تخليص الخلية من الماء الزائد عن الحاجة مع بعض المواد الإبرازية الذائبة كما هو الحال في الأميبا والبراميسيوم والفجوات الغذائية المؤقتة تتكون من خلال إحاطة المواد الغذائية بغشاء من الكائن الحي ويهضم الغذاء داخل هذه الفجوات من خلال إنزيمات تفرزها الجسيمات الحالة إلى داخل الفجوات. تكون الفجوات كبيرة نسبياً وقليلة العدد في الخلايا النباتية أما في الخلايا الحيوانية فتكون صغير وأعدادها أكثر.

## اقرأ أيضاً
- خلية حية
- سيتوبلازم
- ميتوكندريون
- نواة الخلية
- تمزق خلية